# Can Farners (Sant Andreu de Llavaneres)
Can Farners és una obra de Sant Andreu de Llavaneres (Maresme) protegida com a Bé Cultural d'Interès Local.

## Descripció
Aquest edifici va ser el resultat de la reforma i fusió de tres cases juntes realitzades per l'arquitecte Ramon Maria Riudor el 1911 com a casa d'estiueig per Dr. Joan Farnés Farnés. Es va construir ajuntant i reformant tres cases (es poden veure clarament si la miren des de la façana, els tres cossos diferents).
(Text procedent del POUM)